# Monika Absolonová
Monika Absolonová (ur. 27 września 1976 w Benešovie) – czeska piosenkarka.
Wystąpiła w filmie Kameňák 3 (2005).

## Albumy
- Monika (1993)
- Dál jen při mně stůj (1994)
- První den (1999)
- Jsem nevěrná (2001)
- Zůstávám dál (2004)
- Angelika (2007)